# Hedem
Hedem ist ein Ort mit 747 Einwohnern am Mittellandkanal und ein Stadtteil von Preußisch Oldendorf im ostwestfälischen Kreis Minden-Lübbecke in Nordrhein-Westfalen.

## Geographie
Nördlich des Mittellandkanals liegt beiderseits der Großen Aue das Naturschutzgebiet Ellerburger Wiesen, das weitgehend auf landwirtschaftliche Flächen des Gutes Ellerburg zurückgeht.

## Geschichte
Bis zur Franzosenzeit gehörte Hedem zur Vogtei Alswede im Amt Reineberg des Fürstentums Minden. Von 1807 bis 1810 gehörte der Ort zum Kanton Lübbecke des napoleonischen Satellitenstaats Königreich Westphalen. Von 1811 bis 1813 gehörte Hedem unmittelbar zu Frankreich und dort zur Mairie Alswede im Arrondissement Minden des Departements der Oberen Ems.
1816 kam Hedem zum neuen Kreis Rahden, aus dem 1832 der Kreis Lübbecke wurde. Bei der Auflösung der Gutsbezirke im Kreis Lübbecke wurden am 30. September 1928 der Gutsbezirk Hollwinkel und Teile des Gutsbezirks Ellerburg eingemeindet.
Bis zum 31. Dezember 1972 war Hedem eine Gemeinde im Amt Alswede des Kreises Lübbecke.  Am 1. Januar 1973 wurde die Gemeinde Hedem nach Preußisch Oldendorf eingemeindet.

## Vereine
Der größte Hedemer Verein ist die Dorfgemeinschaft Hedem.

## Galerie

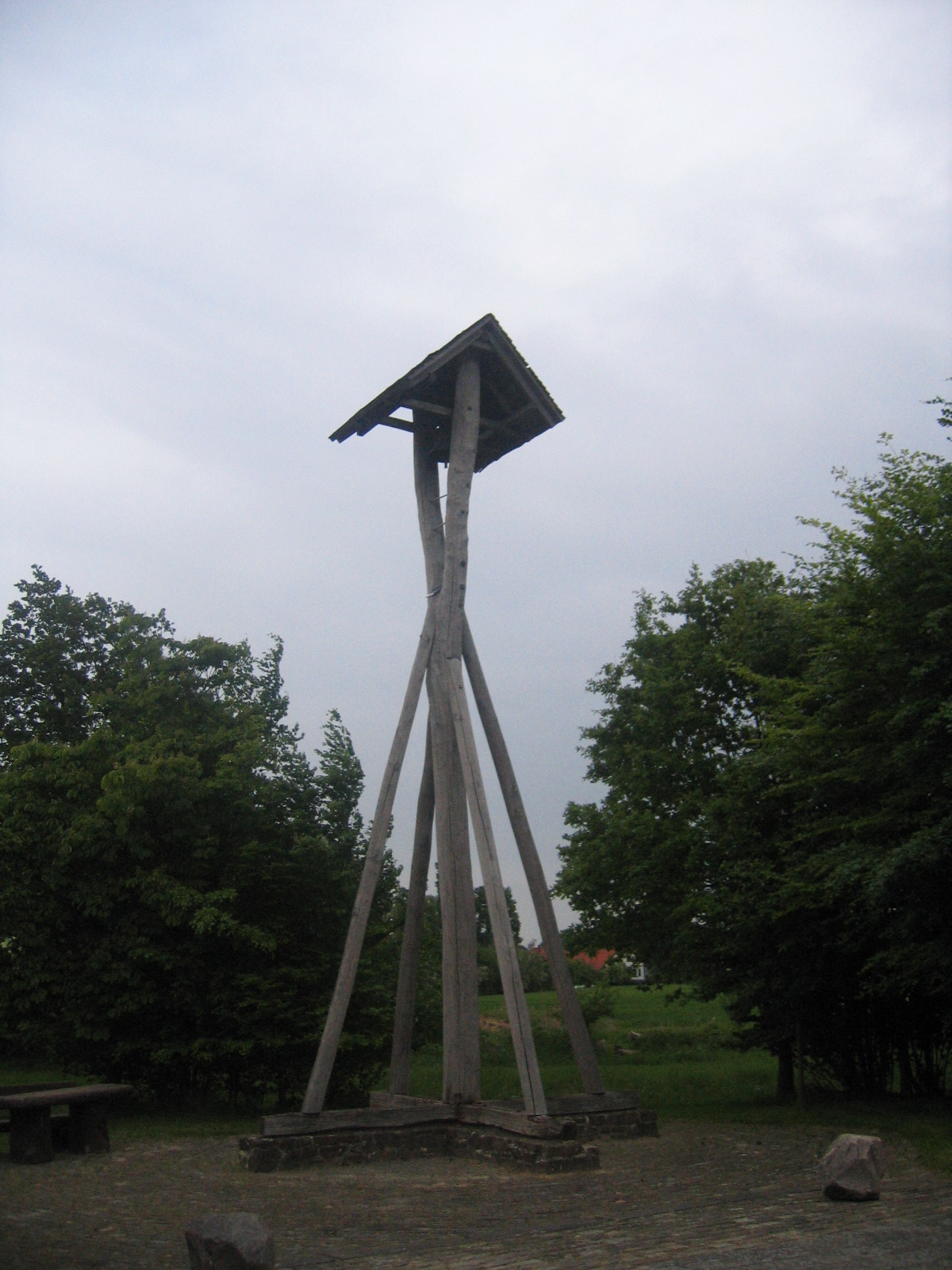
Bauernschaftsglocke
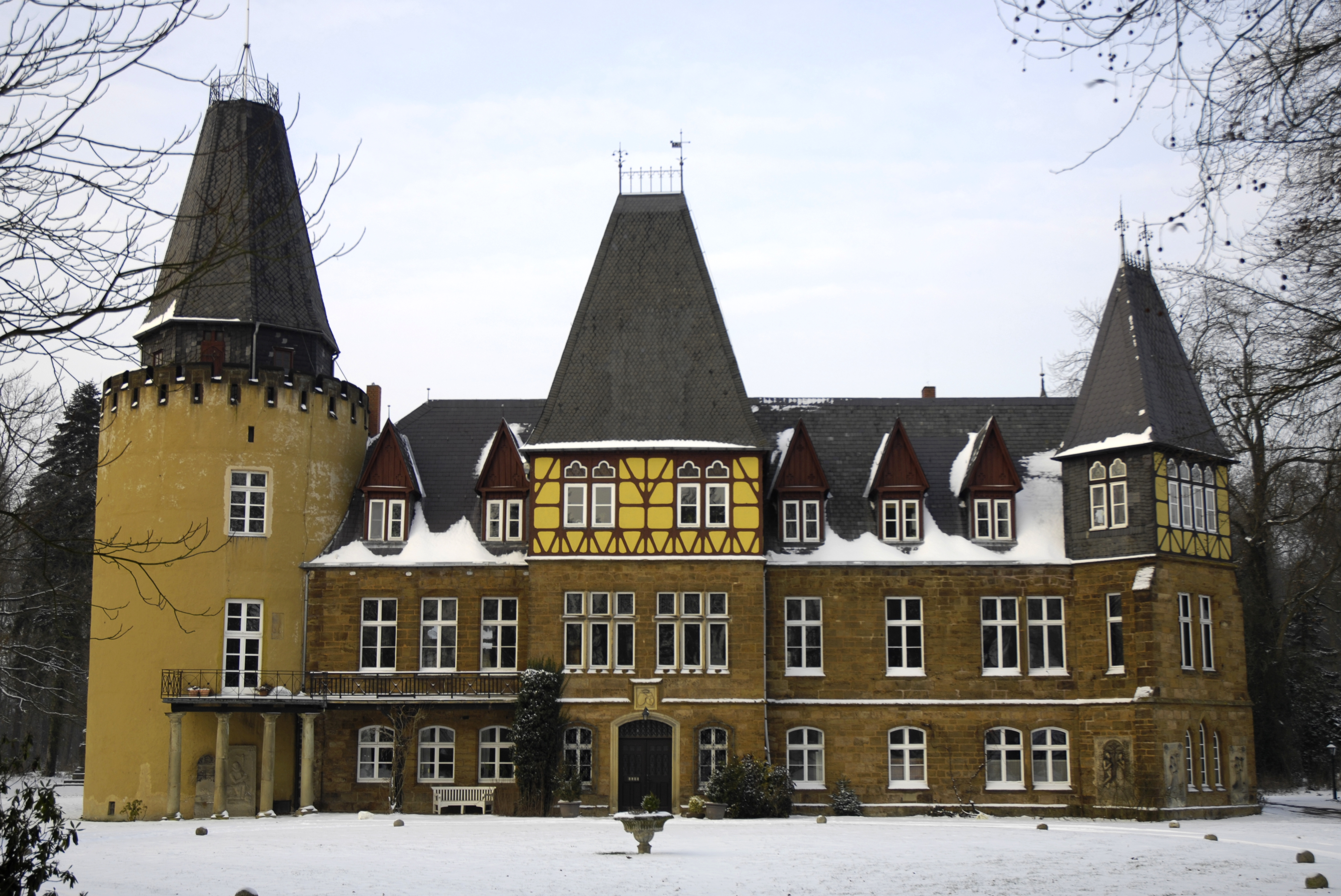
Schloss Hollwinkel